# Campeonato Mundial de Remo de 1970
O Campeonato Mundial de Remo de 1970 foi a terceira edição do Campeonato Mundial de Remo,  foi realizado no Royal Canadian Henley Rowing Course, em St. Catharines, Canadá.

## Medalhistas

### Masculino
| Evento | Ouro | Ouro    | Prata | Prata | Bronze | Bronze |
| ------ | --- | ------- | --- | ----- | --- | ------ |
| Evento | País e remadores | Tempo   | País e remadores | Tempo | País e remadores | Tempo  |
| M1x    | Argentina · Alberto Demiddi | 7:16.54 | Alemanha Oriental · Götz Draeger [de] |       | Tchecoslováquia · Jaroslav Hellebrand |        |
| M2x    | Dinamarca · Jörgen Engelbrecht · Niels Secher | 6:28.68 | Alemanha Oriental · Hans-Ulrich Schmied · Joachim Böhmer |       | Estados Unidos · John van Blom · Thomas McKibbon |        |
| M2-    | Alemanha Oriental · Peter Gorny · Werner Klatt | 6:57.81 | Polónia · Alfons Ślusarski [pl] · Jerzy Broniec [pl] |       | Alemanha Ocidental · Udo Brecht [de] · Lutz Ulbricht                                                                                                  |        |
| M2+    | Roménia · Ștefan Tudor · Petre Ceapura · Ladislau Lovrenschi | 7:25.30 | Alemanha Oriental · Hartmut Schreiber · Manfred Schmorde · Klaus-Dieter Ludwig |       | União Soviética · Vladimir Eshinov · Nikolay Ivanov · Walentin Kostizin                                                                               |        |
| M4-    | Alemanha Oriental · Frank Forberger · Frank Rühle · Dieter Grahn · Dieter Schubert                                                                                                 | 6:23.15 | Alemanha Ocidental · Joachim Werner Ehrig · Peter Funnekötter · Claus Schneggenburger · Wolfgang Plottke                                                                                                  |       | Dinamarca · Erik Petersen · Tom Hindsby · Kurt Helmudt · Poul Nielsen                                                                                 |        |
| M4+    | Alemanha Ocidental · Peter Berger · Hans-Johann Färber · Gerhard Auer · Alois Bierl · Stefan Voncken                                                                               | 6:28.55 | Alemanha Oriental · Bernd Meerbach [de] · Rolf Zimmermann · Jochen Mietzner · Karl-Heinz Prudöhl · Karl-Heinz Danielowski                                                                                 |       | Noruega · Alf Hansen · Finn Tveter · Tom Welo · Peter Waerness · Finn Aronsen                                                                         |        |
| M8+    | Alemanha Oriental · Ernst Otto Borchmann · Rolf Jobst · Dietrich Zander · Reinhard Gust · Eckhard Martens · Bernd Ahrendt · Klaus-Peter Foppke · Hans-Joachim Puls · Reinhard Zahn | 5:36.1  | União Soviética · Nikolai Sumatoschin · Aleksandr Martyshkin · Aleksandr Riasankin · Victor Melnikov · Beniaminas Natsevicius · Mindaugas Vaitkus · Wiktor Lewschin · Aleksandr Visotski · Viktor Mikejev |       | Nova Zelândia · Warren Cole · Wybo Veldman · Murray Watkinson · John Hunter · Dick Joyce · Dudley Storey · Gary Robertson · Gil Cawood · Simon Dickie |        |

### Legenda
|       | single scull | double scull | coxless pair | coxed pair | coxless four | coxed four | eight (coxed) |
| Men's | M1x          | M2x          | M2-          | M2+        | M4-          | M4+        | M8+           |

## Quadro de medalhas
| Nação              | Ouro | Prata | Bronze | Total |
| ------------------ | ---- | ----- | ------ | ----- |
| Alemanha Oriental  | 3    | 4     | 0      | 7     |
| Alemanha Ocidental | 1    | 1     | 1      | 3     |
| Dinamarca          | 1    | 0     | 1      | 2     |
| Argentina          | 1    | 0     | 0      | 1     |
| Roménia            | 1    | 0     | 0      | 1     |
| União Soviética    | 0    | 1     | 1      | 2     |
| Polónia            | 0    | 1     | 0      | 1     |
| Tchecoslováquia    | 0    | 0     | 1      | 1     |
| Nova Zelândia      | 0    | 0     | 1      | 1     |
| Noruega            | 0    | 0     | 1      | 1     |
| Estados Unidos     | 0    | 0     | 1      | 1     |
| Total              | 7    | 7     | 7      | 21    |